# 威廉·肯特里奇
威廉·肯特里奇（英語：William Kentridge；1955年4月28日—），南非藝術家。

## 家庭
父親是辛里·肯特里奇曾為三位诺贝尔和平奖得主辯護，包含前南非總統的纳尔逊·曼德拉；母親是菲莉西亞·肯特里奇則為南非法律資源中心共同創辦人。

## 生平
肯特里奇在大學讀書時，主修政治學和非洲研究，畢業後前往法國雅克·樂寇國際戲劇學校進修。直到1982年回到約翰尼斯堡後，肯特里奇從事過演員、設計師、作家、戲劇導演。也因劇場設計的工作經驗，而開始創作大型的炭筆與粉彩畫系列作品，以及蝕刻版畫、橡膠版畫和短片。

## 獎項
2023年萨格勒布世界动画电影节獲得終身成就獎。